# SG-43 고류노프
SG-43 고류노프는 소비에트 연방이 사용하던 중기관총이다. 1943년 채용되어 1968년 퇴역했다.

## 개요
기존의 M1910 맥심을 대체하기 위해 소비에트 연방은 공냉식 대공용 기관총이 필요했다. 이에 소비에트 연방의 무기개발자 P.M 고류노프가 1942년 개발하여 1943년 정식생산한총이 SG-43 고류노프 기관총이다. 고류노프는 맥심에 뒤떨어지지 않는 성능을 갖고 있었고. 제2차 세계 대전에도 큰활약을 했기 때문에. 퇴역까지 (바리에이션 포함) 약 10만정 가까이 생산되었고. 조선민주주의인민공화국과 중화인민공화국과 같은 공산권 국가에도 보급되었다. 그 후 미하일 칼리시니코프가 개발한 PK와 PKM에게 밀려 1968년 퇴역했다. SG-43은 공냉식이란 점을 감안하면 지속사격시간이 길었고. 반동이 별로 없었지만. 무게가 무겁고 (마운트 포함 약 50kg) 맥심보다 조금 더 복잡한 구조를 가지고있었다.

## 변형
- SGM
- SGMB
- SGMT